# Kokerbrug

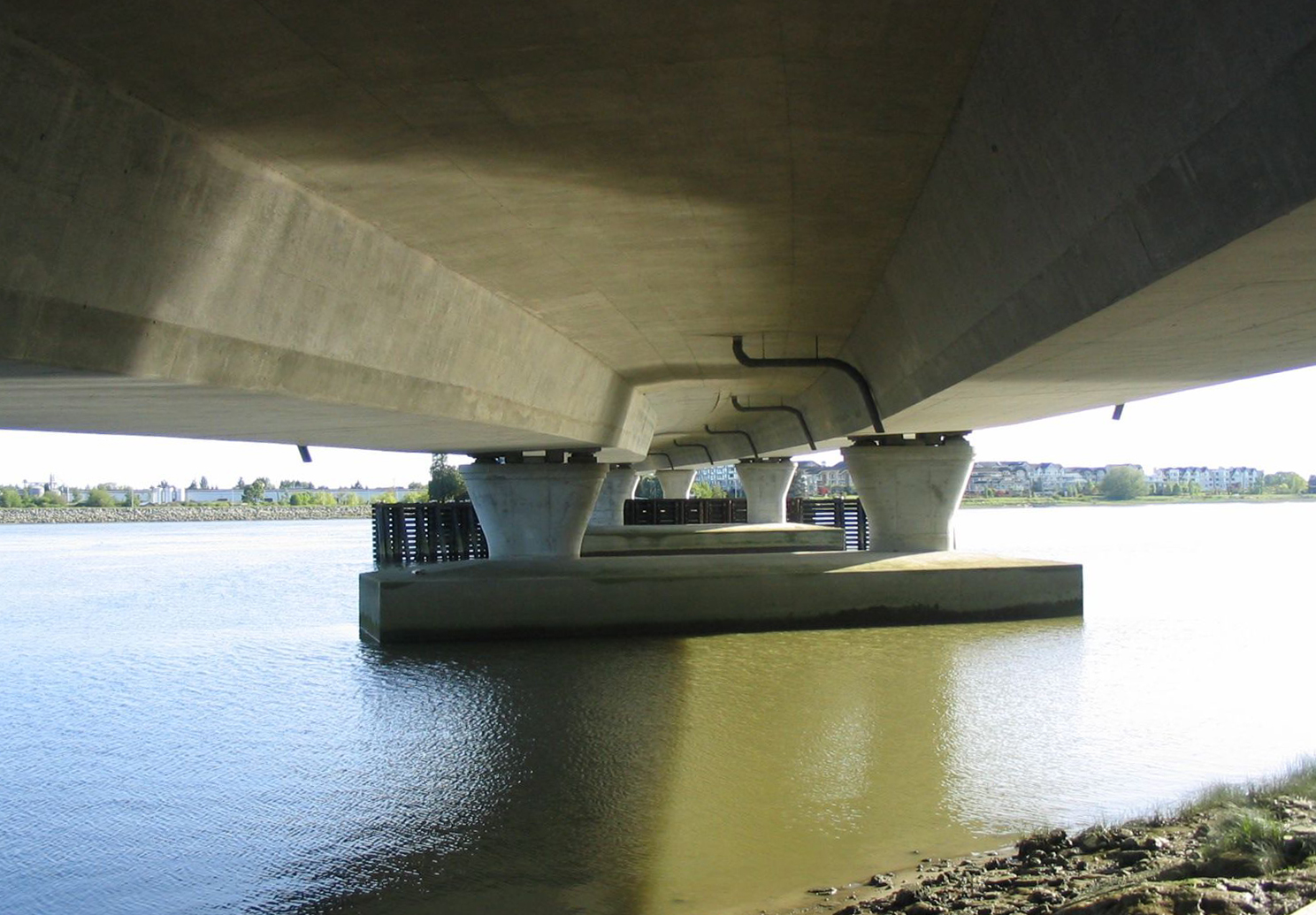
Een kokerbrug met twee kokers naast elkaar

Een kokerbrug is een type brug gebaseerd op een of meer holle koker(s) als ondersteuning voor het brugdek. Kokerbruggen worden gebouwd van beton of staal of een combinatie van deze materialen. De koker is meestal vierkant of trapeziumvormig in doorsnede.
In de meeste gevallen is de koker toegankelijk, bij grote bruggen wordt de koker gebruikt voor bekabeling of apparatuur. Bij stalen kokers wordt de lucht in de koker ontvochtigd om corrosie tegen te gaan.
Bruggen met een kokerconstructie kunnen behoorlijke afstanden overbruggen. Bij combinatie van een tuibrug met een kokerbrug zijn nog grotere overspanningen mogelijk.
Kokerbruggen zijn geschikt om als uitbouwbrug gebouwd te worden.

## Voorbeeld
De Tacitusbrug in de A50 over de Waal is een voorbeeld van een combinatie van een tuibrug met een kokerbrug.